# Raoul Paoli
Pour les articles homonymes, voir Paoli.

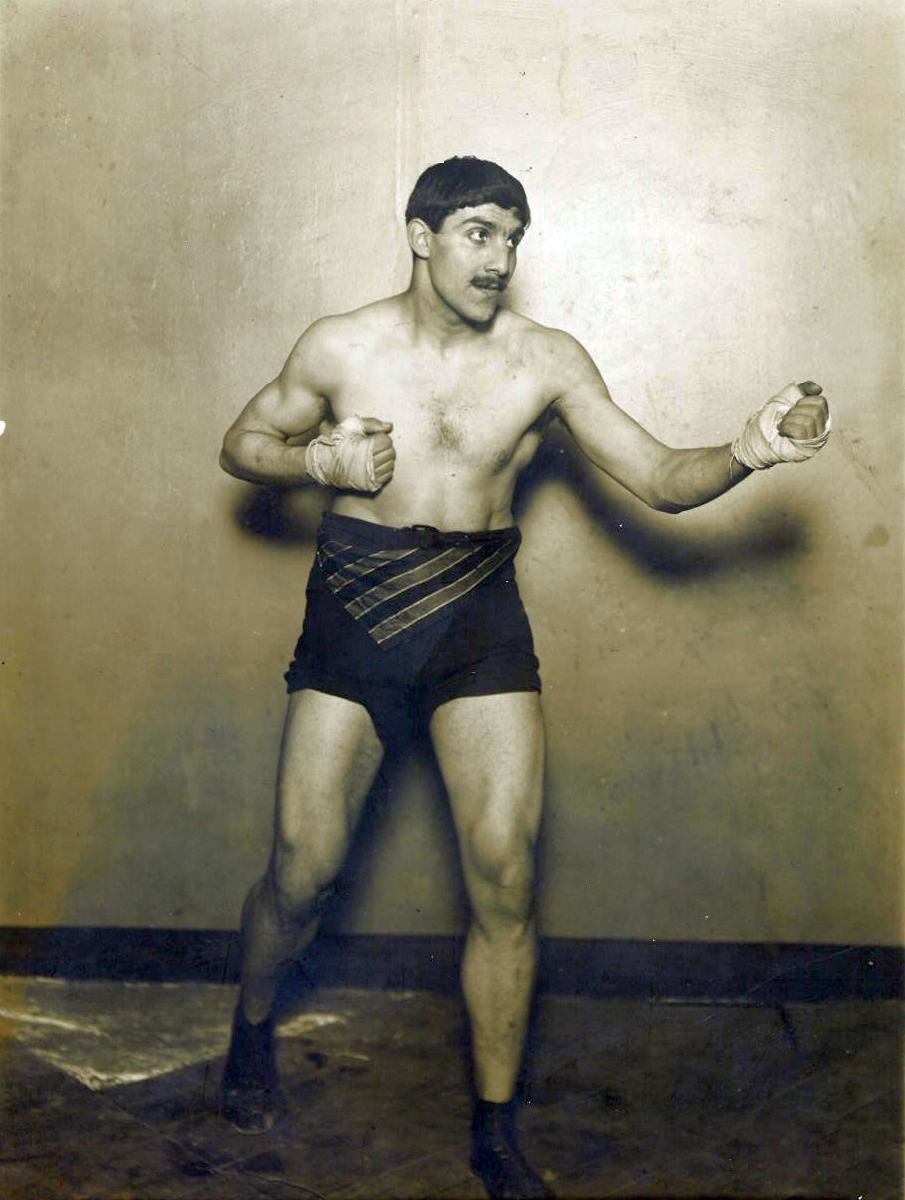
Raoul Paoli, lutteur en 1908.

Raoul Simon Paoli (ou Raymond Simonpaoli) est un athlète polyvalent français, également acteur et joueur de rugby à XV, né le 24 novembre 1887 à Courtalain, mort le 23 mars 1960 à Paris.

## Biographie
Corse d'origine, il s'engage à seize ans à la SA Montrouge.
Son premier titre de champion de France d'athlétisme est obtenu en 1906. En 1907 il passe au Stade français, où il est titulaire de l'équipe première de rugby jusqu'en 1914. Affecté dans l'infanterie durant la guerre, il devient champion de France militaire sur 100 mètres, devant Pierre Faillot. En 1917, il est élève-pilote dans l'aviation, à l'école d'Étampes, où il passe son brevet. Il est alors victime d'un grave accident, dû à son moniteur, avec de nombreuses fractures et luxations l'obligeant à un alitement de quatre mois, ce qui l'obligea à béquiller durant deux années, jusqu'aux Jeux interalliés.
À compter de 1919, il doit limiter son activité sportive aux seuls lancers du poids et du disque et commence à s'adonner au théâtre à Paris. Son premier rôle cinématographique est obtenu dans Phroso. On le revoit ensuite sur grand écran en France dans Gachucha, L'Intruse, Terreur, Madame Sans-Gêne, Le berceau de Dieu, et Nitchevo.
En novembre 1926, il décida de s'exiler aux États-Unis, pour poursuivre son parcours cinématographique. Il devint ainsi notamment l'ami de deux autres sportifs, Jack Dempsey et Duke Kahanamoku. À la fin des années 1920, il fut souvent vu en public accompagné de Violette Morris, autre athlète complète.
En fin de carrière sportive, Raoul Paoli aida en 1933 à l'introduction du catch à Paris au vélodrome d'hiver, en compagnie du champion olympique de lutte gréco-romaine Henri Deglane (qui deviendra champion du monde de catch), du champion olympique d'haltérophilie Charles Rigoulot, et de Julien Duvivier.
Il devint ensuite organisateur de galas de catch tout comme Rigoulot, ainsi qu'acteur tout comme lui, tournant encore dans plusieurs autres films.
Durant la guerre, il fut alors fermier et vigneron.
Il mesurait 1,86 m pour 125 kg.

## Palmarès
Licencié de 1907 à 1921 au Stade Français (lancers en athlétisme et sports de contact, dont seconde ligne de rugby), puis à l'Olympique de Paris à partir de 1922.
Il participe aux Jeux olympiques d'été de 1912, catégories athlétisme et lutte gréco-romaine, et devient à cette occasion le premier porteur officiel du drapeau tricolore lors d'un défilé olympique.
En athlétisme, il participe aussi aux Jeux olympiques d'été de 1920, de 1924 et de 1928 (soit cinq olympiades en tout).

### Athlétisme
- Vingt sélections en équipe de France A, étalées sur une quinzaine d'années.
- Recordman de France au lancer du poids à six reprises après guerre, ce sur huit années.
- Champion de France au lancer du poids à huit reprises (interrompues par la guerre), en 1912, 1919, 1920, 1922, 1923, 1924, 1925 et 1926.
- Champion de France au lancer du disque en 1919 et 1926.
- Champion d'Angleterre au lancer du poids en 1920.
- Vice-champion de Californie au lancer du poids en 1927.

### Lutte gréco-romaine
- Champion de France catégorie poids lourds, en 1908, 1909, 1910, 1911 et 1912.

### Boxe anglaise
- Champion de France catégorie poids lourds, en 1913 et 1914.

### Rugby
Paoli rejoint l'équipe du Stade Français l'année suivant le huitième titre en 1908.
- Trois sélections en équipe de France A, en 1911 et 1912, aux côtés de son camarade capitaine de club et d'équipe de France Marcel Communeau ainsi que de Georges André, de Pierre Failliot et de Jules Cadenat.

### Aviron
- Médaille de bronze olympique aux Jeux olympiques de Paris en aviron en 1900, catégorie Deux en pointe AVEC barreur. Âgé alors de treize ans, il est le barreur.

## Filmographie
(liste non exhaustive)

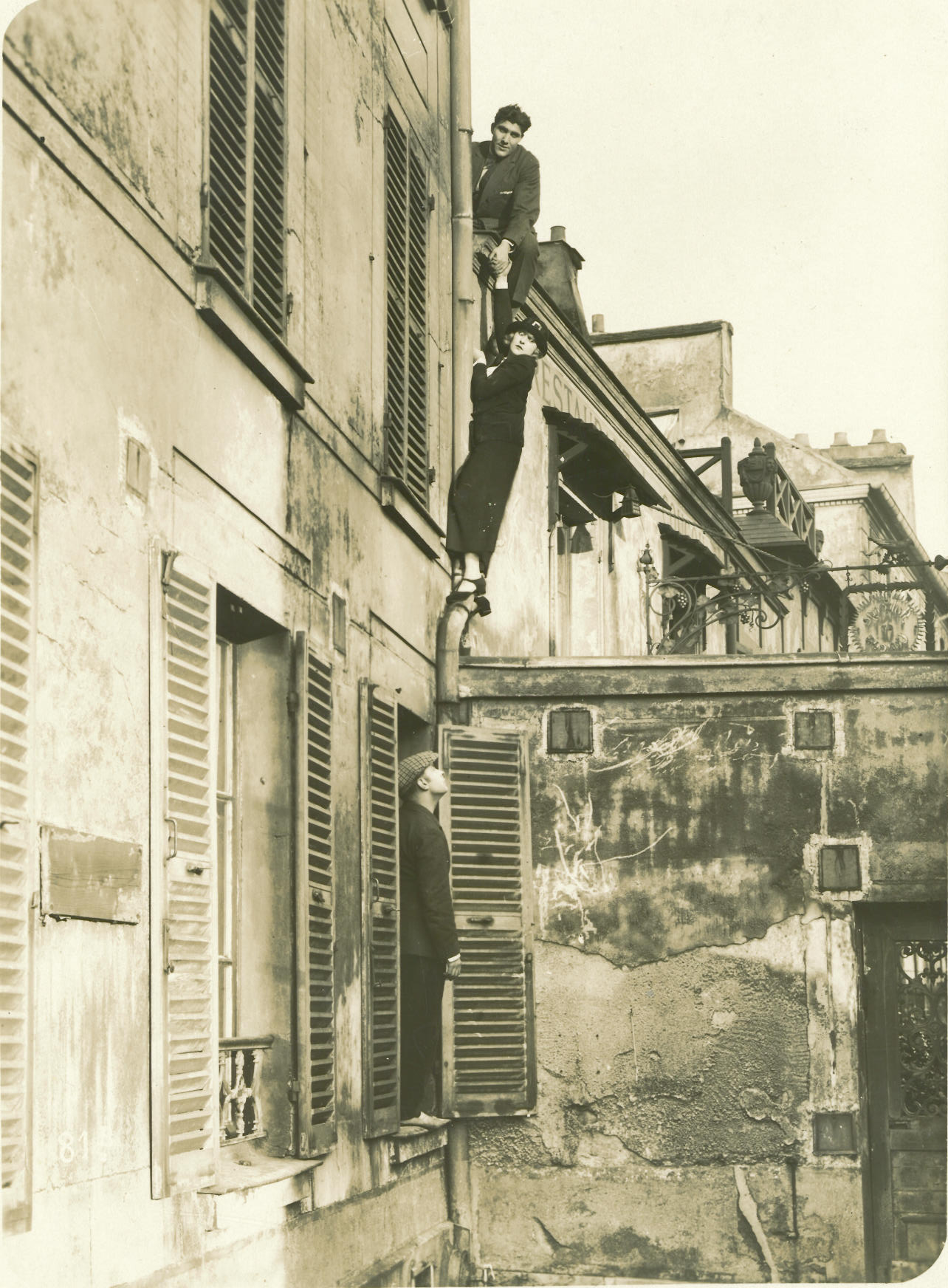
Raoul Paoli avec Pearl White dans Terreur (1924).

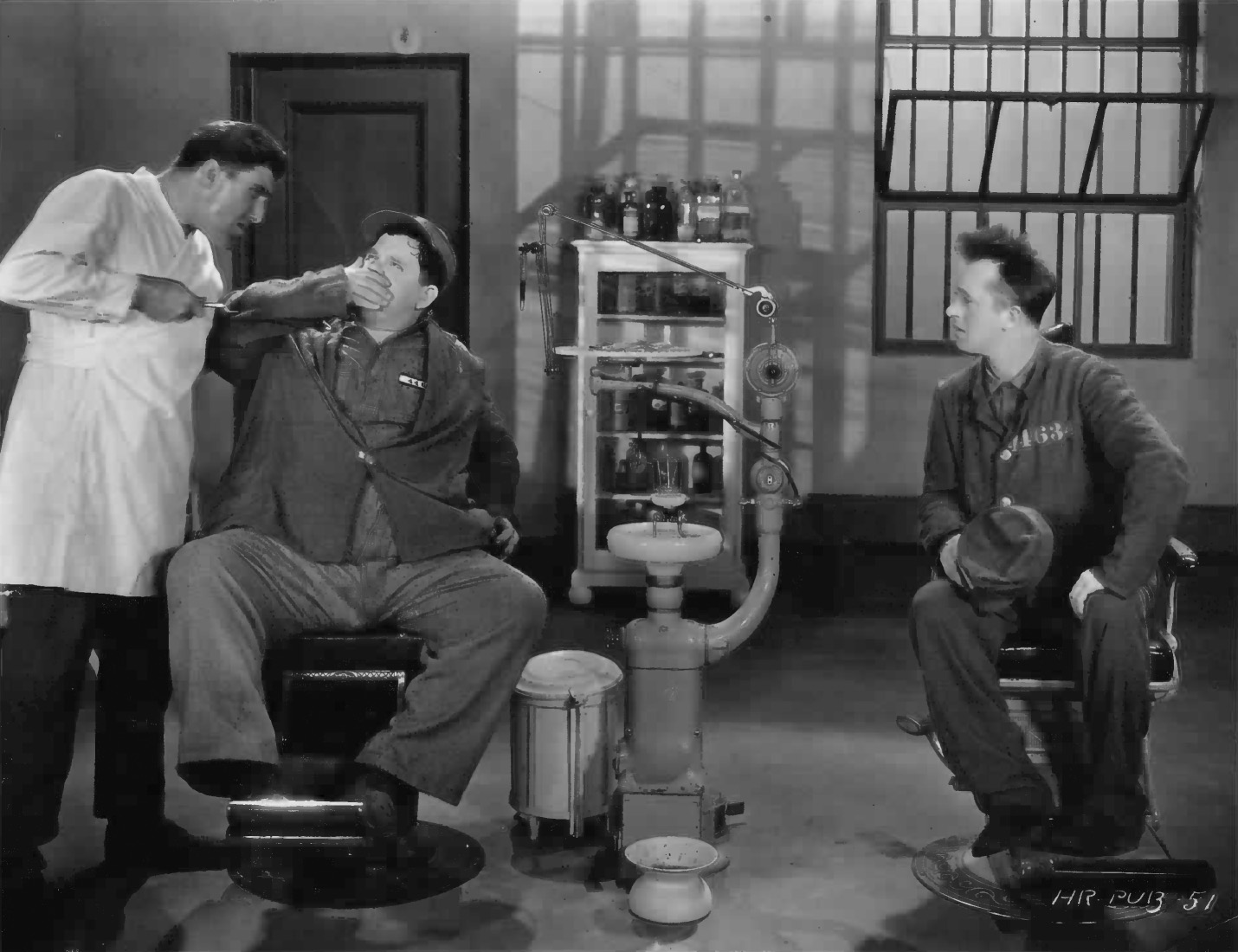
Raoul Paoli en 1927 avec Laurel et Hardy.

- 1923 : Gachucha, fille basque, de Maurice Challiot
- 1924 : Terreur d'Edward José et Gérard Bourgeois
- 1925 : Madame Sans-Gêne de Léonce Perret : Roustan
- 1926 : Nitchevo de Jacques de Baroncelli
- 1927 : Señorita de Clarence G. Badger
- 1928 : Amour d'indienne (Kit Carson), de Lloyd Ingraham et Alfred L. Werker
- 1928 : Beau Sabreur, de John Waters
- 1928 : Woman Wise, d'Albert Ray (en chef kurde au royaume de Perse - juillet)
- 1930 : Her Wedding Night de Frank Tuttle
- 1930 : Lopez le bandit, de  Jean Daumery
- 1930 : Big House, de Paul Fejos
- 1930 : Safety in Numbers de Victor Schertzinger
- 1931 : La Piste des géants, de Raoul Walsh.